# Abney Park
Abney Park ist eine Steampunk-Band aus Seattle. Die Band vermischt bei ihrer Musik Elemente aus Dark Wave, Post-Industrial, Alternative Rock und Filmmusik, ihr Schaffen wird aber auch von World Music beeinflusst.

## Geschichte

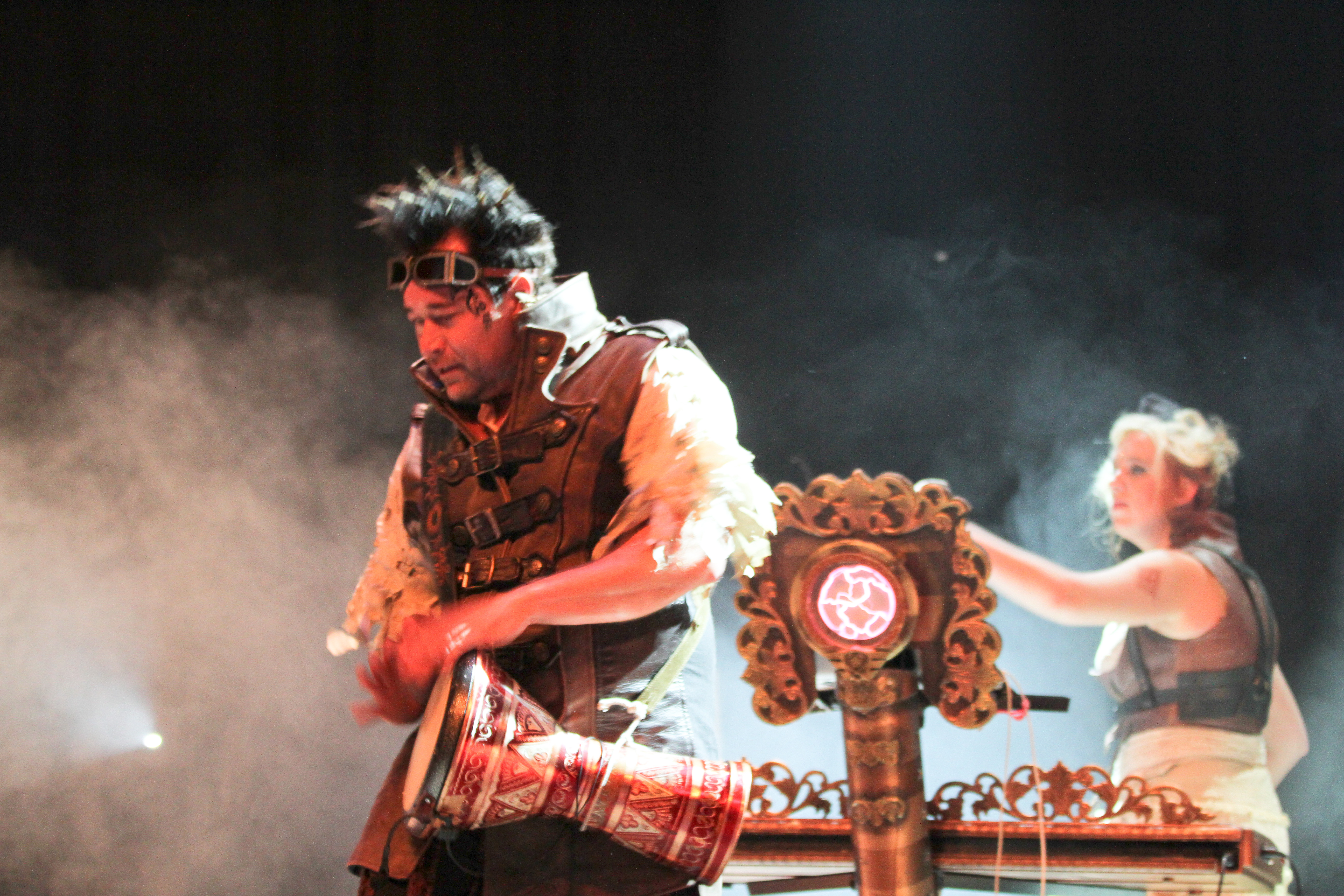
Robert Brown und Kristina Erickson auf dem Wave-Gotik-Treffen 2013

Abney Park wurde 1997 von Robert Brown gegründet. Im Jahr 1998 veröffentlichten sie ihr erstes Album in voller Länge Abney Park und 1999 brachten sie schließlich Return to the Fire heraus. Titel von diesen beiden Alben tauchen zusammen mit einigen neuen Songs auch auf ihrer dritten Veröffentlichung mit dem Titel Cemetery Number 1 auf. In den frühen Jahren von Abney Park tendierte ihr Stil eher in Richtung Musical.
Im Jahre 2005 brachte die Band Taxidermy heraus, eine Sammlung neuer Versionen von Liedern ihrer vorangegangenen Alben, drei Liveaufnahmen und zwei Coverversionen. Im gleichen Jahr begannen sie ihren bisherigen äußerlichen Stil in Steampunk umzuwandeln. 2006 brachten sie dann das Album The Death of Tragedy heraus. Nach der Veröffentlichung änderte sich auch die Besetzung mit dem Weggang von Traci Nemeth, Krysztof Nemeth und Robert Hazelton, ersetzt durch Magdalene Veen, Jean-Paul Mayden und Nathaniel Johnstone. Kurz danach verließ auch Mayden wieder die Band und wurde von Daniel C ersetzt. Magdalene Veen verließ unterdessen die Band, um sich auf ihre Kunst zu konzentrieren. Sie wurde durch Finn von Claret ersetzt. Als Teil ihrer Transformation erfanden die Mitglieder der Band fiktionale Abbilder ihrer selbst mit einer kompletten Hintergrundgeschichte über die Band als Crew des Luftschiffs HMS Ophelia.
Abney Park spielte bis jetzt in ganz Nordamerika auf Veranstaltungen wie der Dragon*Con, der Saturnilla, dem Utah Dark Arts Festival, dem Bats Day, dem „Convergence“-Festival, und dem Mask and Veil.
2013 und 2016 spielte die Band auf dem Wave-Gotik-Treffen in Leipzig. 2015 spielte die Band auf dem Dark Munich Festival.

## Diskografie

### Alben
- Abney Park (1998)
- Return to the Fire (1999)
- Cemetery Number 1 (2000)
- From Dreams Or Angels (2001)
- Twisted & Broken
- Taxidermy (2005)
- The Death of Tragedy (2006)
- Lost Horizons (2008)
- Dark Christmas (2009)
- Æther Shanties (2009)
- The End of Days (2010)
- Off the Grid (2011)
- Ancient World (2012)
- Through Your Eyes on Christmas Eve (2012)
- The Circus at the End of the World (2013)
- Nomad (2014)
- Wasteland (2015)
- Under the Floor, Over the Wall (2016)
- Crash (2017)
- Scallywag (2018)
- New Nostalgics (2019)

Die Musik der Band fand ebenso Veröffentlichung auf vielen Compilations inklusive Cleopatra Records’ The Unquiet Grave vol. III, Annihilation and Seduction, Eighteen und ist auch auf vielen Film-Soundtracks vertreten, einschließlich Insomnis Amour, Goth, True Blood, sowie Lord of the Vampires.